# Folsom-Expedition

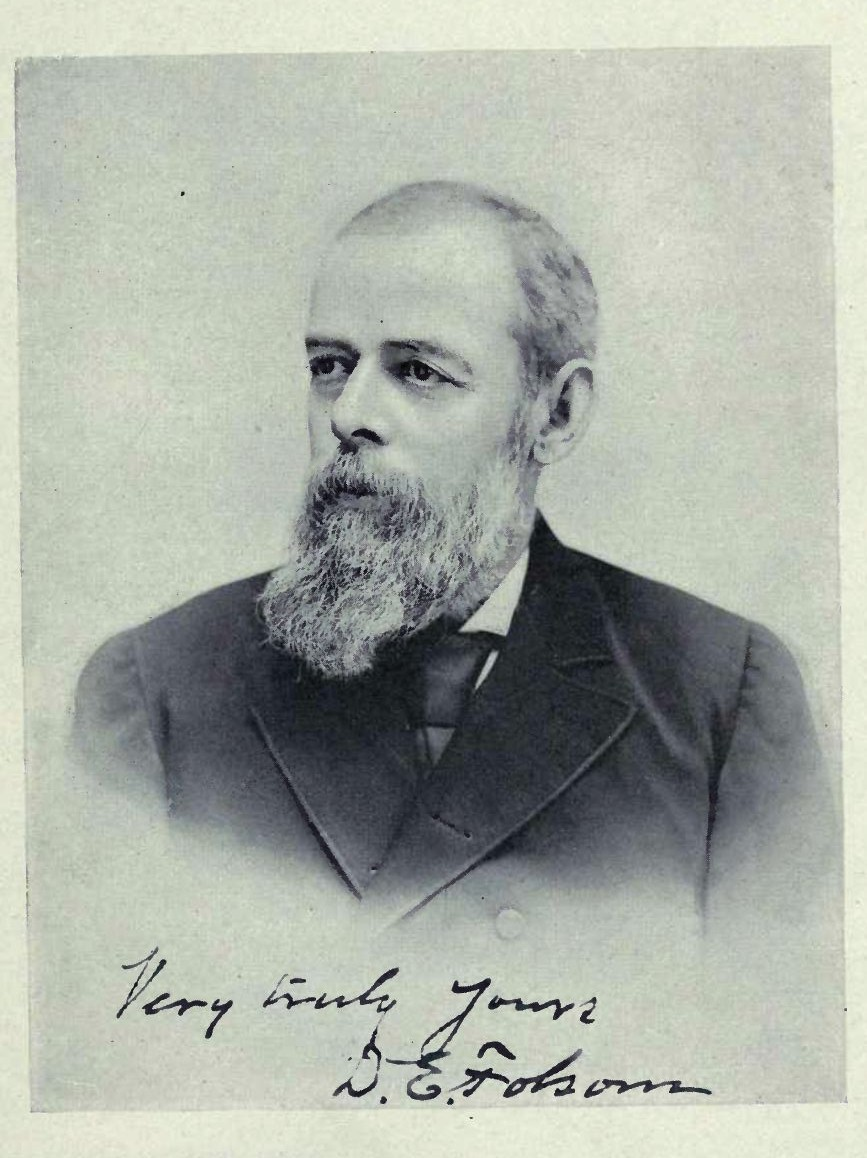
David E. Folsom

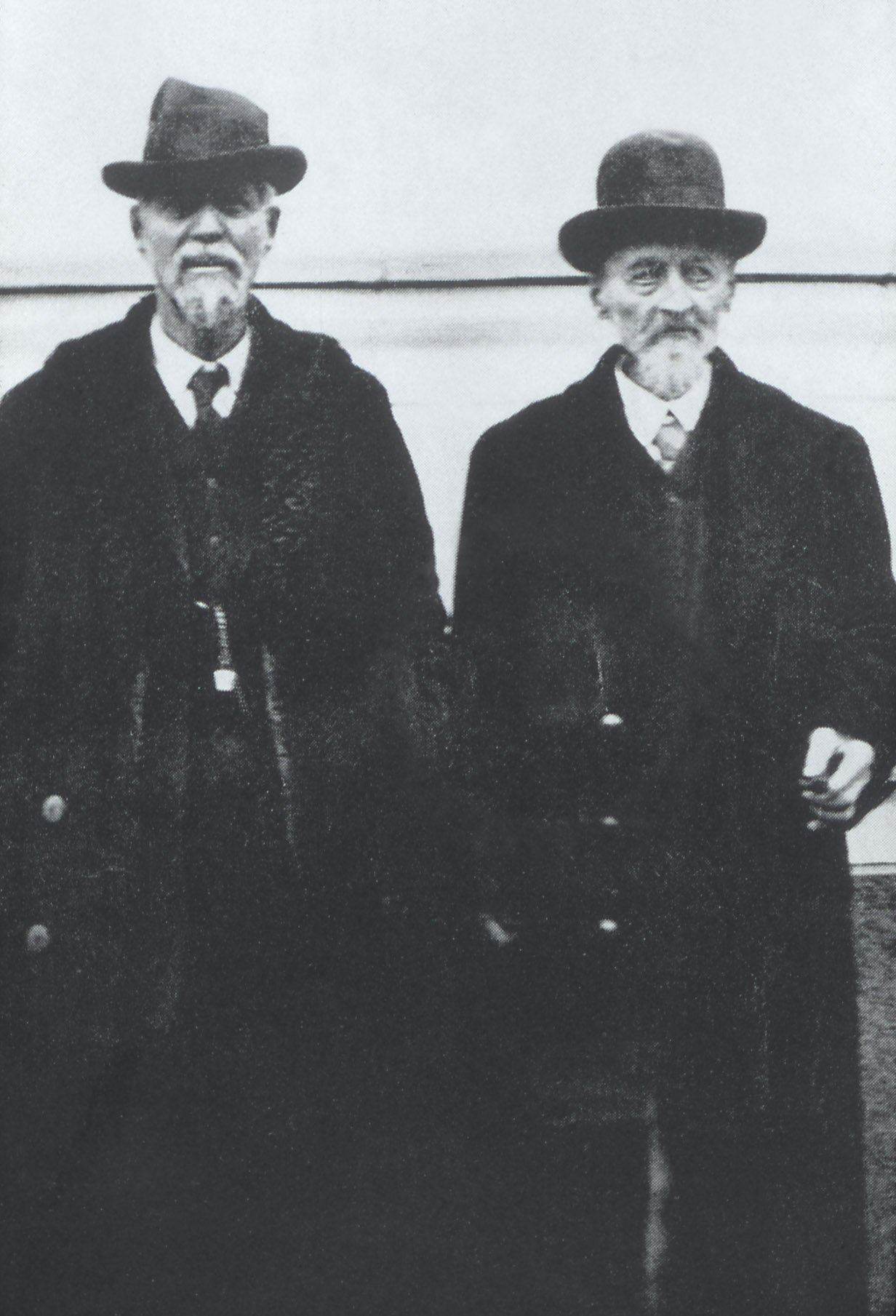
Charles W. Cook und William Peterson

Die Folsom-Expedition von 1869 war die erste geglückte Expedition ins Gebiet des heutigen Yellowstone-Nationalparkes. Sie wurde von David E. Folsom, Charles W. Cook und William Peterson durchgeführt.
Der offizielle Expeditionsbericht über den vorgefundenen Vulkanismus und insbesondere die Geysire wurde weithin als unglaubwürdig eingestuft und konnte nicht in anerkannten Medien erscheinen, sondern zunächst nur im Western Monthly Magazine in Chicago abgedruckt werden. Trotzdem folgte bereits 1870 eine zweite Expedition in das Yellowstone-Gebiet, die Washburn-Langford-Doane-Expedition, welche die Beschreibungen von Folsom und Cook bestätigte.

## Geschichte
Folsom, Cook und Peterson hatten sich für eine ausgeschriebene Expedition von Gouverneur Thomas Francis Meagher gemeldet. Nach dessen unerwartetem Tod und nachdem die Armee keine Begleittruppe abkommandieren wollte, entschlossen sie sich als einzige, die Expedition auch ohne militärischen Schutz durchzuführen.
Sie betraten das heutige Parkgebiet am 13. September 1869 im Norden und folgten teilweise dem Yellowstone River bis zum Yellowstone Lake. Entlang des nordwestlichen Ufers reisten sie weiter bis zum Shoshone Lake. Dort bogen sie nach Nordwesten ab und drangen ins Hauptgebiet der Geysire ein. Dem Madison River folgend verließen sie das Gebiet des heutigen Yellowstone-Nationalparks am 3. Oktober nach Westen.
Nebst drei Reit- und zwei Pack-Pferden führten sie Feuerwaffen samt Munition, Decken, Messer, Hacke und Schaufel, eine Axt, Angelzeug, einen kleinen Kessel, eine Kaffeekanne, zwei Bratpfannen, Geschirr und Essvorräte mit sich. Cook hatte außerdem einen Feldstecher dabei, Folsom einen Taschenkompass und ein Thermometer und Peterson zwei Schnurknäuel.
Nach der Rückkehr gab Folsom General Henry Dana Washburn detaillierte Informationen über die Yellowstone-Region. Dieser stellte im folgenden Jahr eine zweite Expedition in das Gebiet zusammen.